# Ctenognophos incolaria
Ctenognophos incolaria är en fjärilsart som beskrevs av John Henry Leech 1897. Ctenognophos incolaria ingår i släktet Ctenognophos och familjen mätare. Inga underarter finns listade i Catalogue of Life.